# Base dure
Une base dure est une base de Lewis dont le centre donneur d'électrons est peu polarisable. Il s'agit en général d'une molécule petite et fortement chargée qui contient des atomes très électronégatifs et peu polarisables. L'opposé d'une base dure est une base molle. Le critère de dureté d'une base est utilisé dans le principe HSAB (Hard and Soft Acid and Base). Ce principe permet de déterminer l'affinité entre des acides et des bases selon leur dureté. Une base dure a plus tendance à réagir avec un acide dur qu'avec un acide mou. En effet le critère de dureté s'applique aussi pour les acides.

## Exemples
| Base dure         | Formule   |
| ----------------- | --------- |
| Alcools           | ROH       |
| Amine, ammoniaque | RNH2, NH3 |
| Ion carbonate     | CO32−     |
| Ion chlorure      | Cl−       |
| Eau               | H2O       |
| Ion fluorure      | F−        |
| Ion hydroxyde     | OH−       |
| Ion nitrate       | NO3−      |